# Gamelia pyrrhomelas
Gamelia pyrrhomelas är en fjärilsart som beskrevs av Walker 1855. Gamelia pyrrhomelas ingår i släktet Gamelia och familjen påfågelsspinnare. Inga underarter finns listade i Catalogue of Life.